# Balari

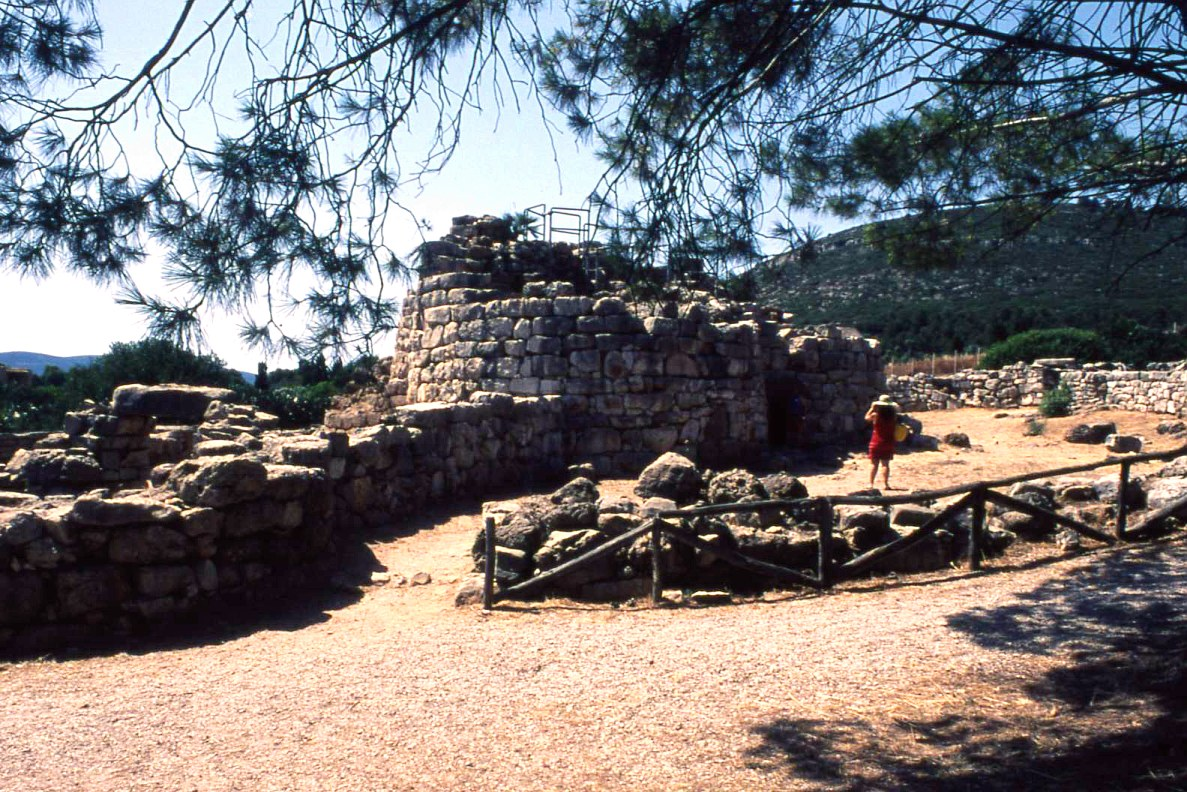
Il complesso nuragico di Palmavera presso Alghero

Mappa delle principali etnie nuragiche; in rosso la distribuzione dei Balari, in giallo quella degli Iliensi, in blu quella dei Corsi

I Bàlari erano una popolazione nuragica che viveva nel territorio dell'attuale Logudoro, confinavano a sud con gli Ilienses (la linea di confine fra i rispettivi territori corrispondeva pressappoco alla catena montuosa delle Marghine, a nord della valle del Tirso) e a nord-est con i Corsi. 
Occuparono forse anche alcune piccole isole lungo la costa della Sardegna, chiamate in antichità insulae Balarides (identificate dal Manno con l'isola San Macario, piuttosto che con le isole del Toro e della Vacca).

## Storia

### Origine

#### Nella storiografia greco-romana
Secondo una leggenda di epoca romana, riportata da Pausania il Periegeta nella sua opera Periegesi della Grecia, i Balari erano i discendenti dei soldati mercenari iberici e africani di Cartagine di stanza nell'isola. 
(Pausania, Viaggio in Grecia, libro 10 cap. 17, metà II secolo d.C.)
Nelle Historiae di Sallustio, oltre all'Hispania e alla Numidia, si fa invece menzione ad una possibile origine dalla città di Palla, in Corsica (Balaros Corsi transfugas [Pa]llanteos, alii Numidas, pars Hispanos putant) e che si tratta di:
(Sallustio II, fr.11)

#### Le ipotesi della storiografia moderna

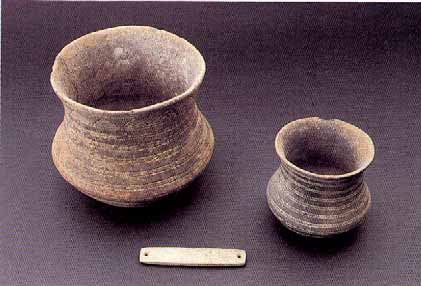
Vasi campaniformi e brassard dalla tomba di Marinaru (Sassari)

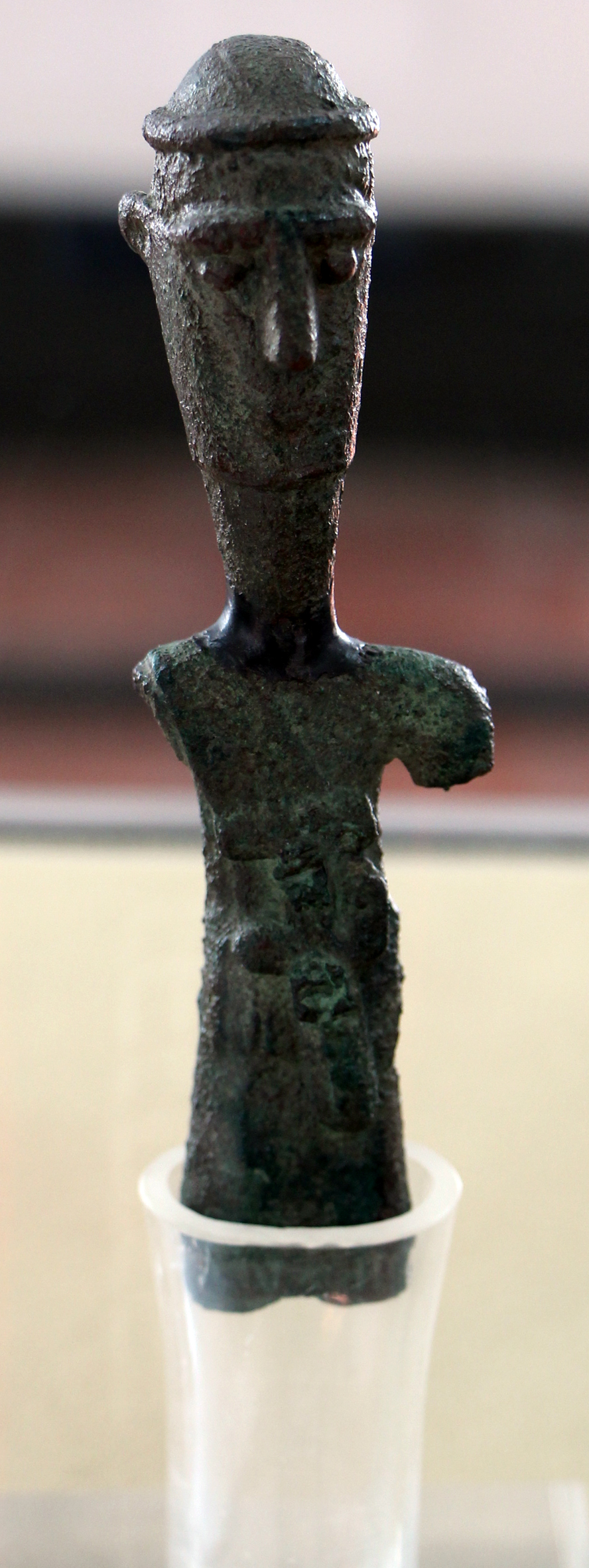
Bronzetto da Ossi (SS)

In base all'interpretazione delle fonti antiche e alle moderne ricerche archeologiche è stato ipotizzato da alcuni studiosi che i Bàlari fossero giunti in Sardegna intorno al 2000 a.C. dalla penisola iberica e dal Midì: deriverebbero infatti dai portatori della cultura del vaso campaniforme, diffusasi nell'isola fra la fine del III e l'inizio del II millennio a.C., sovrapponendosi alla precedente cultura di Monte Claro. Benché non vi siano prove scritte si pensa che la loro lingua fosse di tipo indoeuropeo vista l'origine centro-europea del fenomeno del vaso campaniforme, in particolare della fase di "riflusso". Anche i Sicani di Sicilia, come i Balari, sono forse da ricollegare a questi movimenti di genti che dalla penisola iberica (pressi del fiume Júcar), si diffusero verso le isole, così come tramandato anche da Tucidide.
Una popolazione probabilmente affine ai Balari di Sardegna chiamata Baliares viveva nelle isole Baleari e diede origine ad una civiltà protostorica legata a quella nuragica detta Civiltà talaiotica

### Periodo romano
Durante l'occupazione romana dell'isola, gruppi di Balari, localizzati fra i monti della Gallura, il Monteacuto e l'area montagnosa centrale in agro di Bitti, rimasero semi-indipendenti, rivoltandosi più volte contro il dominio di Roma. Vennero pesantemente sconfitti, assieme agli Iliensi, dal proconsole Tiberio Sempronio Gracco e dal propretore Tito Ebuzio Parro nel 177 a.C. e nel 176 a.C.. 
Negli anni 60, lungo il fiume Iscorraboes, tra i comuni di Monti e Berchidda, fu ritrovato un cippo di confine, forse risalente al 54 d.C., che demarcava il territorio amministrato da Roma e quello dei Balari, il cui centro era dunque nei Monti di Alà. Strabone, nella sua opera Geografia, ci informa che i Balari ed altre popolazioni sarde (Sossinati, Acconiti e Parati), descritte come montanare e dimoranti nelle grotte, erano solite pirateggiare lungo le coste dell'Etruria colpendo la città di Pisa in particolare.